# 圖盧茲
图卢兹（法語：Toulouse，法語發音：[tuluz] ⓘ，奧克語發音：[tu'luzɔ]），法国西南部城市，奥克西塔尼大区上加龙省的一个市镇，是该大区的首府和该省的省会，下辖图卢兹区。图卢兹位于上加龙省东北部，加龙河畔，其市镇面积为118.3平方公里，2022年1月1日时人口数量为511,684人，是法国人口第四多的城市，仅次于巴黎、马赛和里昂，人口數在法国西南部排名第一。
图卢兹历史悠久，是法国艺术与历史之城，自高卢-罗马时期就已成为这一地区的行政中心，2016年起成为奥克西塔尼大区的首府。图卢兹境内分布有两百余处法国国家文物保护单位，图卢兹市政厅、圣塞宁圣殿、图卢兹圣母大教堂等为代表性建筑物，当地建筑多以红砖作为材料，在夕阳下呈暗红色，图卢兹由此被称为“玫瑰色之城”（Ville rose）。
现代图卢兹则是法国乃至世界重要的航天中心，空中客车及其下属的多个公司总部位于其境内，法国气象局和气象研究中心也在图卢兹建有重要基地。图卢兹是法国重要的科教城市，境内拥有数十所高等教育机构。2019年，图卢兹被法国《学生报》评为“法国最适合读大学的城市”。

## 地名来源
“图卢兹”一名来源于公元前2世纪时在这一地区活动的沃尔克-泰克托萨日人，其所建立的托洛萨城为图卢兹的城市前身。

## 历史

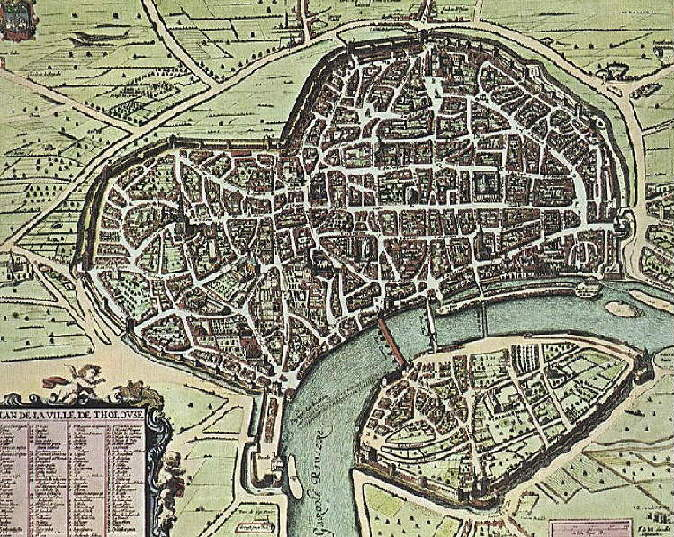
1631年的图卢兹地图

图卢兹历史悠久，是法国艺术与历史之城。在图卢兹市区西部库洛米耶境内的一处考古挖掘中出土的文物表明，这一地区在旧石器时代初期就已出现人类活动，而新石器时期的人类活动工具则在加龙河左岸的多个市镇境内都有发现。

### 高卢-罗马时期
公元前三世纪，凯尔特人的一支——沃尔克-泰克托萨格斯人开始在比利牛斯山北麓至地中海一线的地区活动，并依靠加龙河水运之便，在河畔建立托洛萨城，成为现代图卢兹城市的前身。罗马人入侵后，托洛萨城成为纳博讷高卢行省的一部分，并通过葡萄酒运输贸易而成为重要的商业城市。彼时，罗马人重新规划和建设了这座城市，兴建了南北向和东西向的两条主干路，开凿了引水渠和排污管网，市区内出现了斗兽场、歌剧院、用希腊语授课的学校等设施，公元3世纪初，托洛萨城的人口数量超过两万，成为帝国内人口最多的城市之一。公元250年，圣萨蒂南成为图卢兹的第一个主教，并修建了图卢兹圣母教堂。公元4世纪末，西哥特人开始入侵这一地区，并于公元418年建立西哥特王国，定都图卢兹。

### 中世纪
西哥特人占领这一地区后，以图卢兹作为据点，向南北两侧继续扩张，最终北抵卢瓦尔河，南达直布罗陀海峡，其势力范围已扩大到了西欧的大部分地区，被称为“图卢兹王国”（Royaume de Toulouse）。但由于西哥特人的海盗文明与高卢-罗马大陆文明在饮食、衣着、语言等方面有着较大的差异，使得当地的居民长期与西哥特统治者产生对抗。公元507年，西哥特军队在武耶战役中败北，法兰克军队进军阿基坦地区，西哥特人被迫迁都。公元8世纪初，撒拉森人入侵西欧大陆，阿基坦公爵厄德率兵抵抗，于公元721年发生图卢兹战役并取得了胜利。公元778年，法军在隆塞斯瓦耶斯隘口战役中失败，查理曼为防止阿基坦独立，建立了图卢兹伯国。中世纪中期，图卢兹附近的封建领主自发组建了领主议会。13世纪初，阿尔比十字军曾在图卢兹附近大肆讨伐卡特里派，并于公元1211年展开图卢兹围城战。1229年，法兰西国王路易九世与图卢兹伯爵雷蒙七世签订《莫城-巴黎条约》，图卢兹伯国成为卡佩王朝的王室领地和朗格多克的一部分，图卢兹大学也于同年建立，学生人数在中世纪末超过1万人。

### 近现代
宗教战争期间，图卢兹城内的统治阶级和城外的封建领主及新教徒关系日益紧张，圣日耳曼赦令引发了图卢兹1562年动乱。17世纪，连接地中海和大西洋的米迪运河开凿联通，图卢兹成为重要的内河水运码头，商业得到快速发展。法国大革命后，图卢兹成为上加龙省的省会，当地的保皇派曾多次讨伐改革派，并于1799年发生了大规模暴动，最终被镇压。19世纪时，连接图卢兹的铁路线相继建成，图卢兹成为一个铁路枢纽。普法战争和两次世界大战期间，图卢兹成为法国重要的大后方城市，法国北方的大批军工企业迁至这一地区。1890年，法国工程师克雷芒·阿德尔在图卢兹进行了世界上第一次飞行器实验并取得成功。二战后，图卢兹成为法国重要的科教城市，并在1968年成为五月风暴运动的主要发生地。20世纪70年代，连接巴黎和图卢兹之间的卡皮托勒号列车成为当时欧洲商业运行速度最快的列车。1993年，图卢兹地铁建成通车。

## 地理

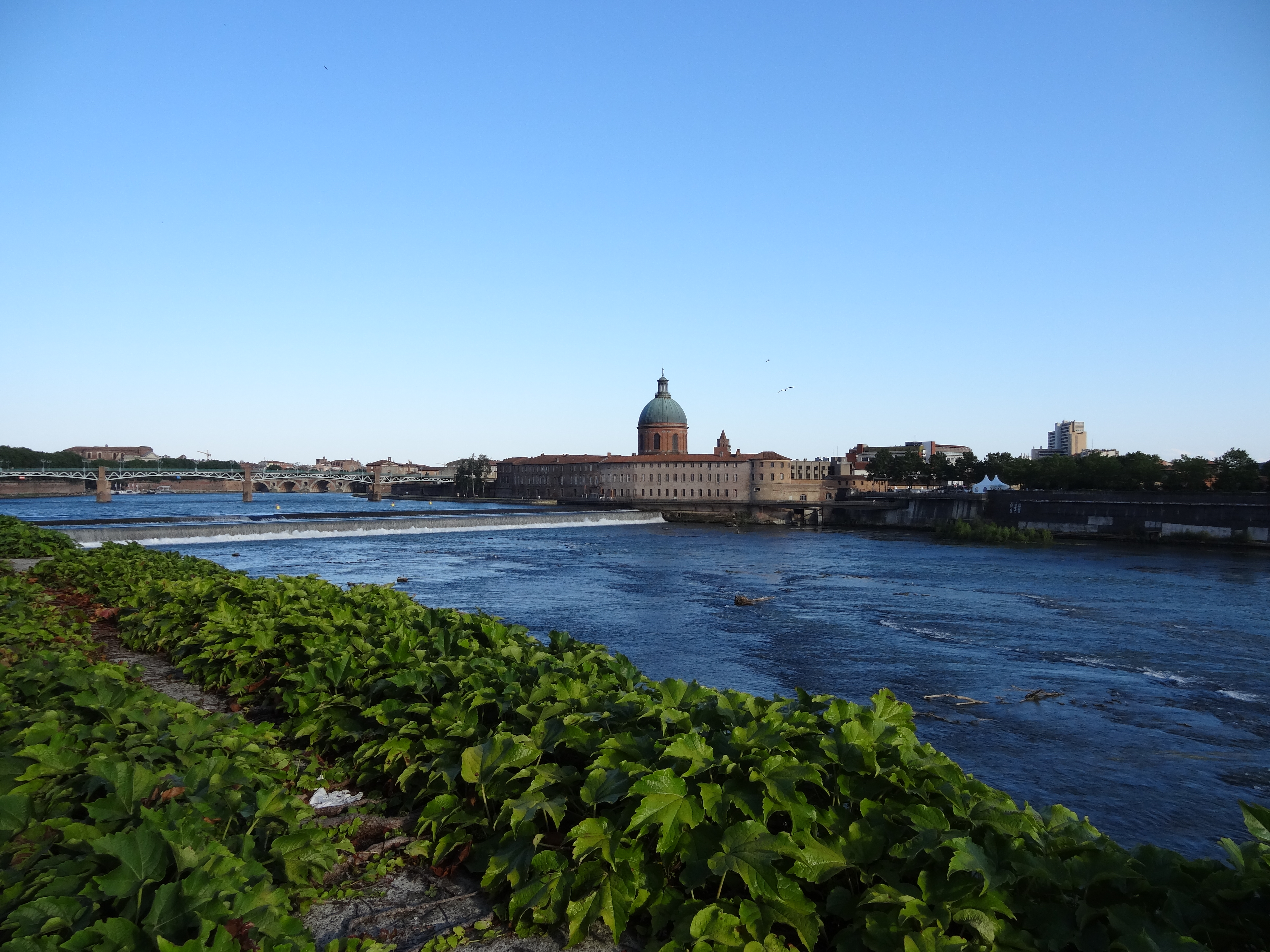
加龙河图卢兹段

图卢兹位于法国西南部，奥克西塔尼大区西部和上加龙省东北部，距离法国首都巴黎大约700公里。与图卢兹接壤的市镇包括：弗努耶、欧康维尔、巴尔马、布拉尼亚克、科洛米耶、屈尼欧、拉贝日、洛纳盖、佩什比斯克、加龙河畔波尔泰、坎特-丰瑟格里沃、拉蒙維爾-聖阿涅、圣奥朗斯-德加姆维尔、图尔讷弗耶、吕尼永、旧图卢兹、博泽勒。

### 地形
图卢兹位于法国西南部的阿基坦盆地东部，东北部为法国中央高原的西南部延伸地带，市区向南延伸约40公里即进入比利牛斯山区，天气晴好时可从图卢兹市区直接瞭望。市区内地势平坦，全境海拔在115到263米之间。

### 地质
图卢兹市区坐落在加龙河冲积平原上，市区地表土层以软泥和黏土（argiles tourbeuses）为主；市区北部地区则多有砂质土壤。

### 水文
法国五大河流之一的加龙河流经境内，图卢兹段的平均宽度超过200米，勒拉米耶岛位于加龙河中央，是一处河心岛，自中世纪以来就已出现人类活动，现代则被开发成为绿地及休闲公园，图卢兹市政球场就位于该岛之上。开凿于18世纪的米迪运河则经过市区北部和东部，西侧沿加龙河前往波尔多，东侧通过卡尔卡松前往地中海沿岸的塞特，自19世纪中与之平行的铁路线建成以来，该运河的货运量逐年下降，现虽保留有航运价值，但除少量私人游船以外，作为运输工具的船舶已基本绝迹。

### 气候
图卢兹在柯本气候分类法中属于带有地中海特征的温带海洋性气候，但因地形原因，地中海特征不明显，表现为夏季的降水并没有显著减少。
图卢兹境内设有气象站，以下为该气象站的数据：
| 图卢兹1981年－2019年 | 图卢兹1981年－2019年 | 图卢兹1981年－2019年 | 图卢兹1981年－2019年 | 图卢兹1981年－2019年 | 图卢兹1981年－2019年 | 图卢兹1981年－2019年 | 图卢兹1981年－2019年 | 图卢兹1981年－2019年 | 图卢兹1981年－2019年 | 图卢兹1981年－2019年 | 图卢兹1981年－2019年 | 图卢兹1981年－2019年 | 图卢兹1981年－2019年 |
| 月份                 | 1月                  | 2月                  | 3月                  | 4月                  | 5月                  | 6月                  | 7月                  | 8月                  | 9月                  | 10月                 | 11月                 | 12月                 | 全年                 |
| -------------------- | -------------------- | -------------------- | -------------------- | -------------------- | -------------------- | -------------------- | -------------------- | -------------------- | -------------------- | -------------------- | -------------------- | -------------------- | -------------------- |
| 历史最高温 °C（°F）  | 21.2 (70.2)          | 24.1 (75.4)          | 27.1 (80.8)          | 30 (86)              | 33.9 (93.0)          | 40.2 (104.4)         | 40.2 (104.4)         | 40.7 (105.3)         | 35.3 (95.5)          | 31.8 (89.2)          | 24.3 (75.7)          | 21.1 (70.0)          | 40.7 (105.3)         |
| 平均高温 °C（°F）    | 9.5 (49.1)           | 11.1 (52.0)          | 14.5 (58.1)          | 17 (63)              | 21 (70)              | 25.2 (77.4)          | 28 (82)              | 27.9 (82.2)          | 24.6 (76.3)          | 19.5 (67.1)          | 13.3 (55.9)          | 9.9 (49.8)           | 18.5 (65.3)          |
| 日均气温 °C（°F）    | 5.9 (42.6)           | 7 (45)               | 9.8 (49.6)           | 12.1 (53.8)          | 16 (61)              | 19.7 (67.5)          | 22.3 (72.1)          | 22.2 (72.0)          | 19 (66)              | 15 (59)              | 9.5 (49.1)           | 6.5 (43.7)           | 13.8 (56.8)          |
| 平均低温 °C（°F）    | 2.4 (36.3)           | 3 (37)               | 5 (41)               | 7.1 (44.8)           | 10.9 (51.6)          | 14.3 (57.7)          | 16.5 (61.7)          | 16.5 (61.7)          | 13.4 (56.1)          | 10.5 (50.9)          | 5.8 (42.4)           | 3.2 (37.8)           | 9.1 (48.4)           |
| 历史最低温 °C（°F）  | −18.6 (−1.5)         | −19.2 (−2.6)         | −8.4 (16.9)          | −4.3 (24.3)          | −0.8 (30.6)          | 4 (39)               | 7 (45)               | 5.5 (41.9)           | 0 (32)               | −3 (27)              | −8.3 (17.1)          | −12 (10)             | −19.2 (−2.6)         |
| 平均降水量 mm（）    | 51.3 (2.02)          | 41.6 (1.64)          | 49.1 (1.93)          | 69.6 (2.74)          | 74 (2.9)             | 60.3 (2.37)          | 37.7 (1.48)          | 46.8 (1.84)          | 47.4 (1.87)          | 57 (2.2)             | 51.1 (2.01)          | 52.4 (2.06)          | 638.3 (25.13)        |
| 月均日照時數         | 92.5                 | 115                  | 175.1                | 186.1                | 209.2                | 227.6                | 252.6                | 238.8                | 204                  | 149.2                | 96                   | 85.3                 | 2,031.4              |
| 来源：climat-data    |                      |                      |                      |                      |                      |                      |                      |                      |                      |                      |                      |                      |                      |

## 行政区划

图卢兹街区地图（2014年以前）

图卢兹是法国奥克西塔尼大区上加龙省的一个市镇，编号为31555，它是奥克西塔尼大区的首府和上加龙省的省会，在1982至2015年间则为南部-比利牛斯大区的首府。图卢兹下辖图卢兹区，管理图卢兹第一县、第二县、第三县、第四县、第五县、第六县、第七县、第八县、第九县、第十县和第十一县，同时也是图卢兹都会区的办公驻地。
图卢兹市镇被划为17个街区，自2014年起整合为6个，并实行街区自治制度。
法国国家统计与经济研究所（简称）在进行数据统计时，将图卢兹及相邻的另外12个市镇设为图卢兹城市核心区，并将包括核心区在内的周边共453个市镇划为图卢兹城市区。同时，还将图卢兹市镇分为了153个“信息块区”（IRIS），以便于统计人口分布情况。
| 图卢兹行政区划                                              | 图卢兹行政区划 | 图卢兹行政区划      | 图卢兹行政区划    | 图卢兹行政区划 | 图卢兹行政区划 | 图卢兹行政区划 |
| ----------------------------------------------------------- | -------------- | ------------------- | ----------------- | -------------- | -------------- | -------------- |
| 图卢兹中心 图卢兹左岸 东南图卢兹 西图卢兹 东图卢兹 北图卢兹 |                |                     |                   |                |                |                |
| 街区名称*                                                   | 街区原名       | 人口数量 （2013年） | 面积 （平方公里） |                |                |                |
| 图卢兹中心                                                  |                | 69,677              | 5.18              |                |                |                |
| 图卢兹左岸                                                  |                | 66,233              | 15.33             |                |                |                |
| 东南图卢兹                                                  |                | 100,946             | 26.96             |                |                |                |
| 西图卢兹                                                    |                | 65,718              | 35.91             |                |                |                |
| 东图卢兹                                                    |                | 76,289              | 14.43             |                |                |                |
| 北图卢兹                                                    |                | 71,831              | 25.91             |                |                |                |
| *中文名称非官方正式翻译，仅供参考                           |                |                     |                   |                |                |                |

## 交通

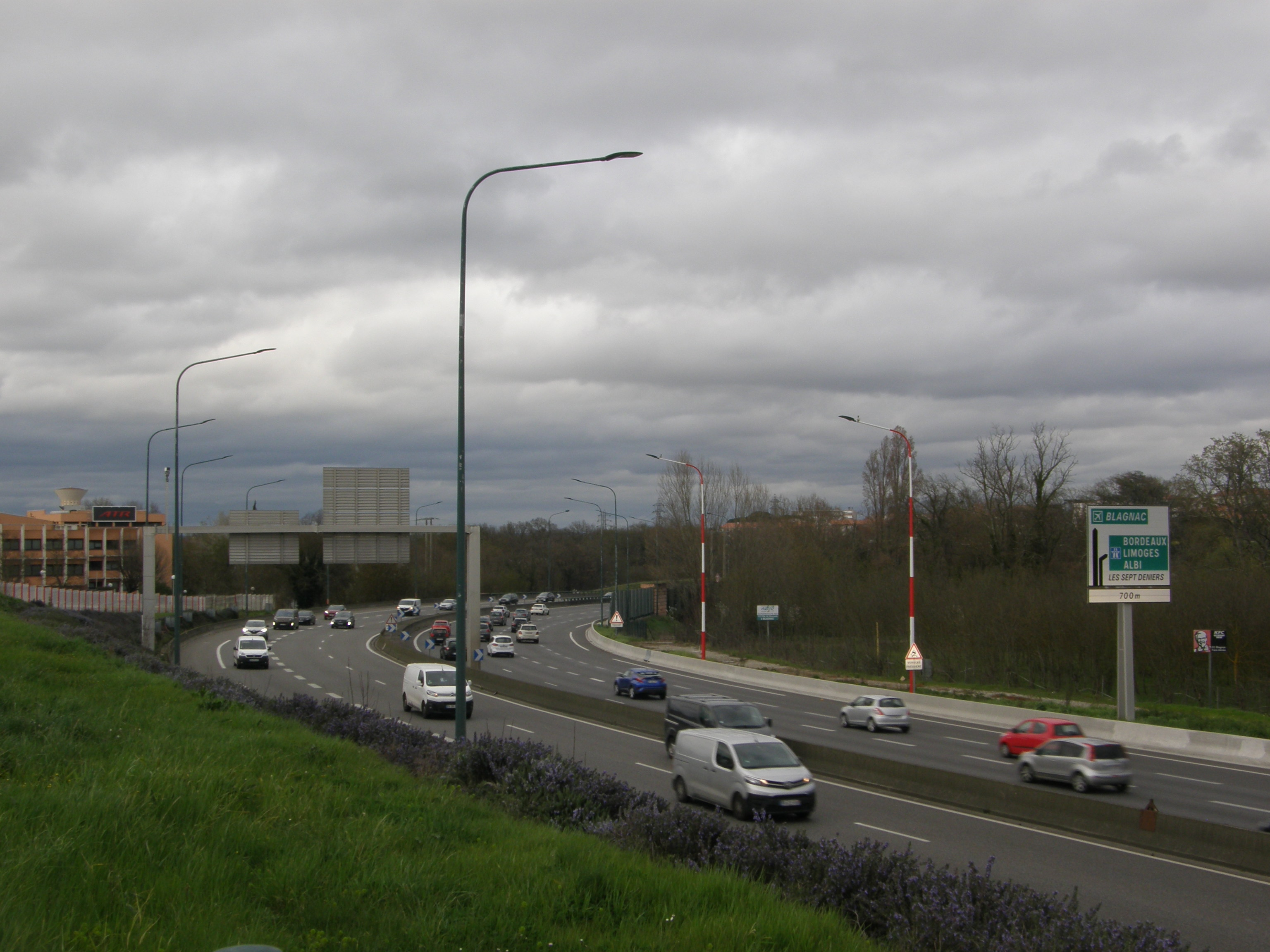
图卢兹附近的一处快速公路

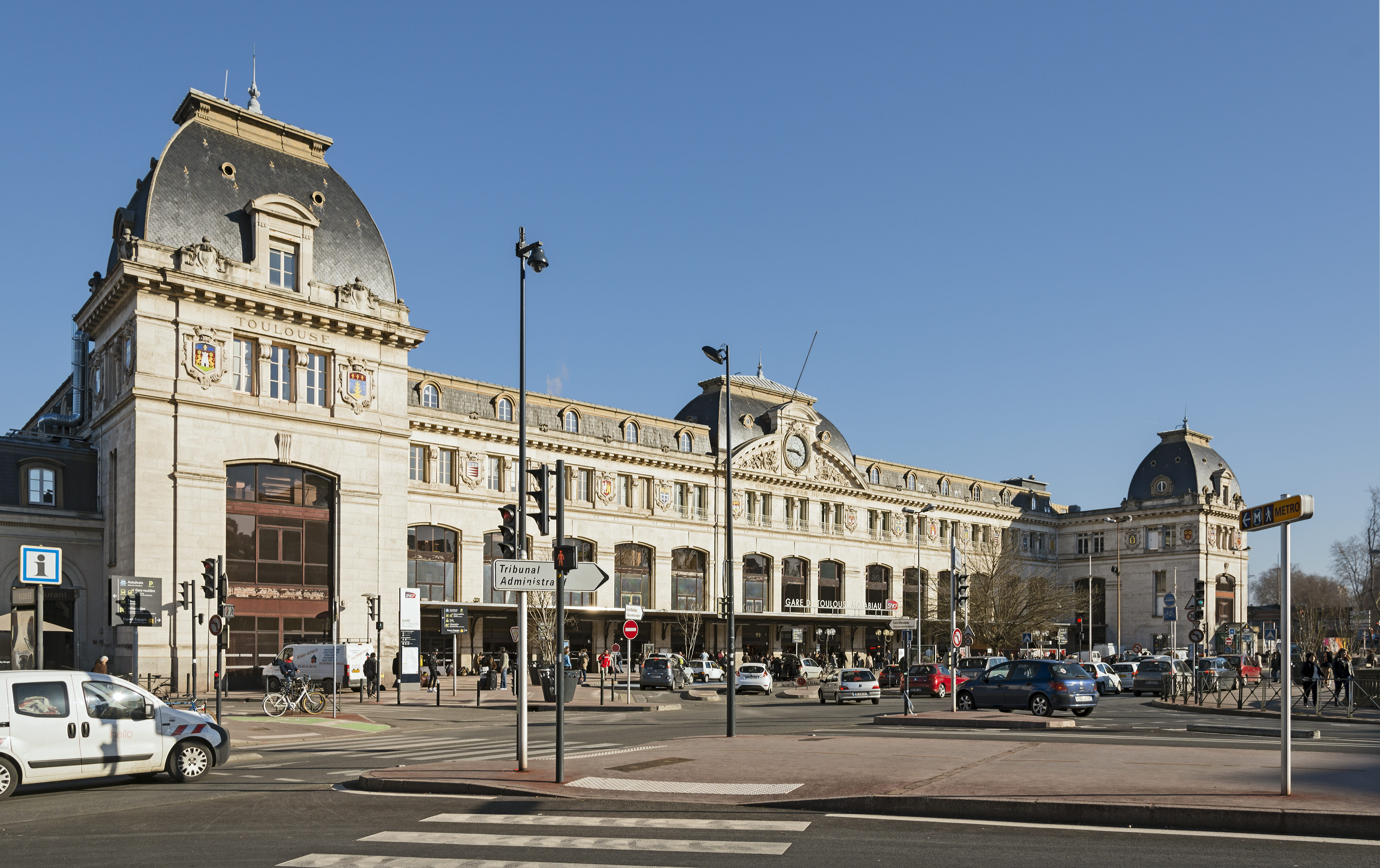
图卢兹马塔比欧火车站

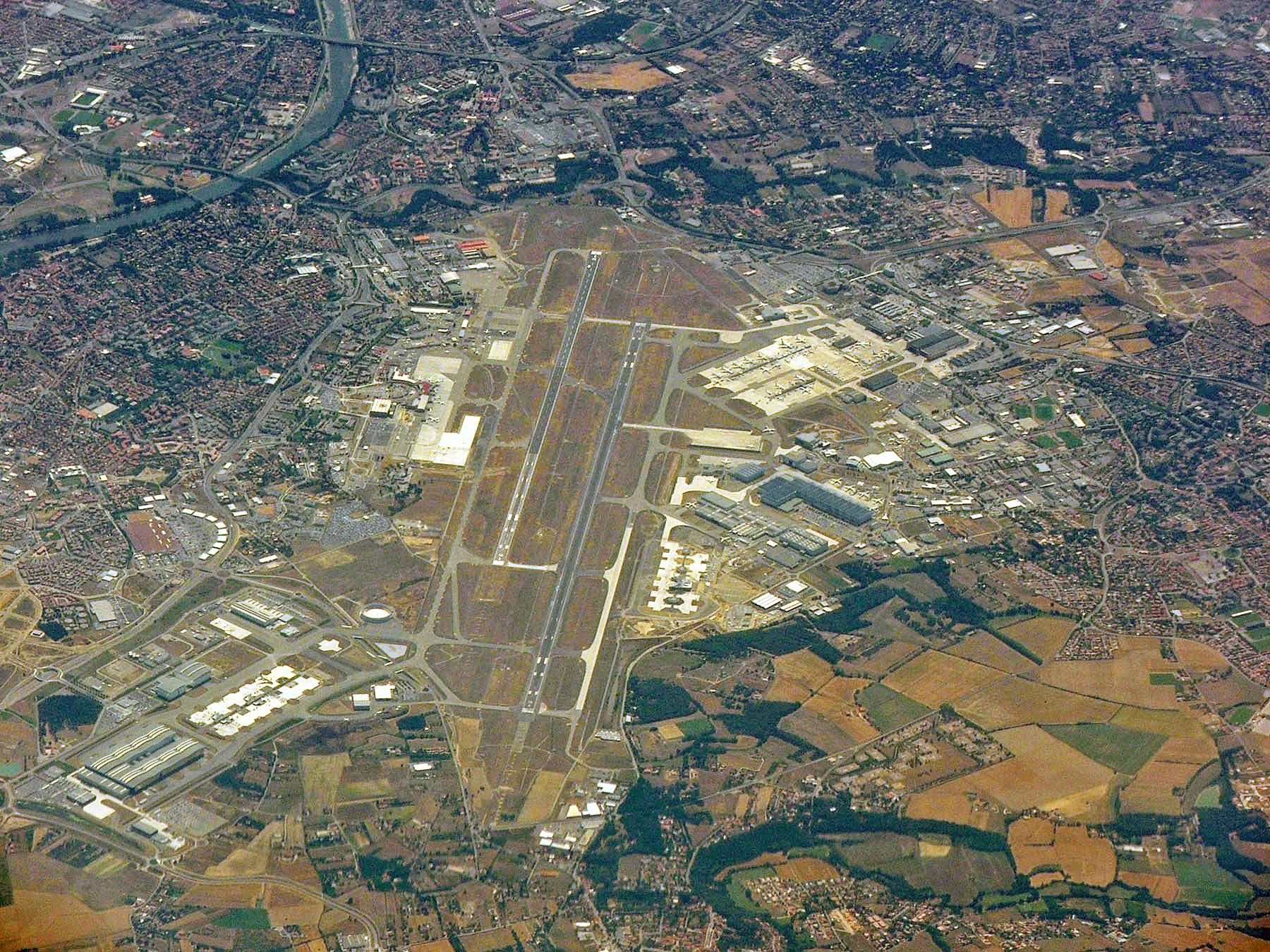
鸟瞰图卢兹-布拉尼亚克机场

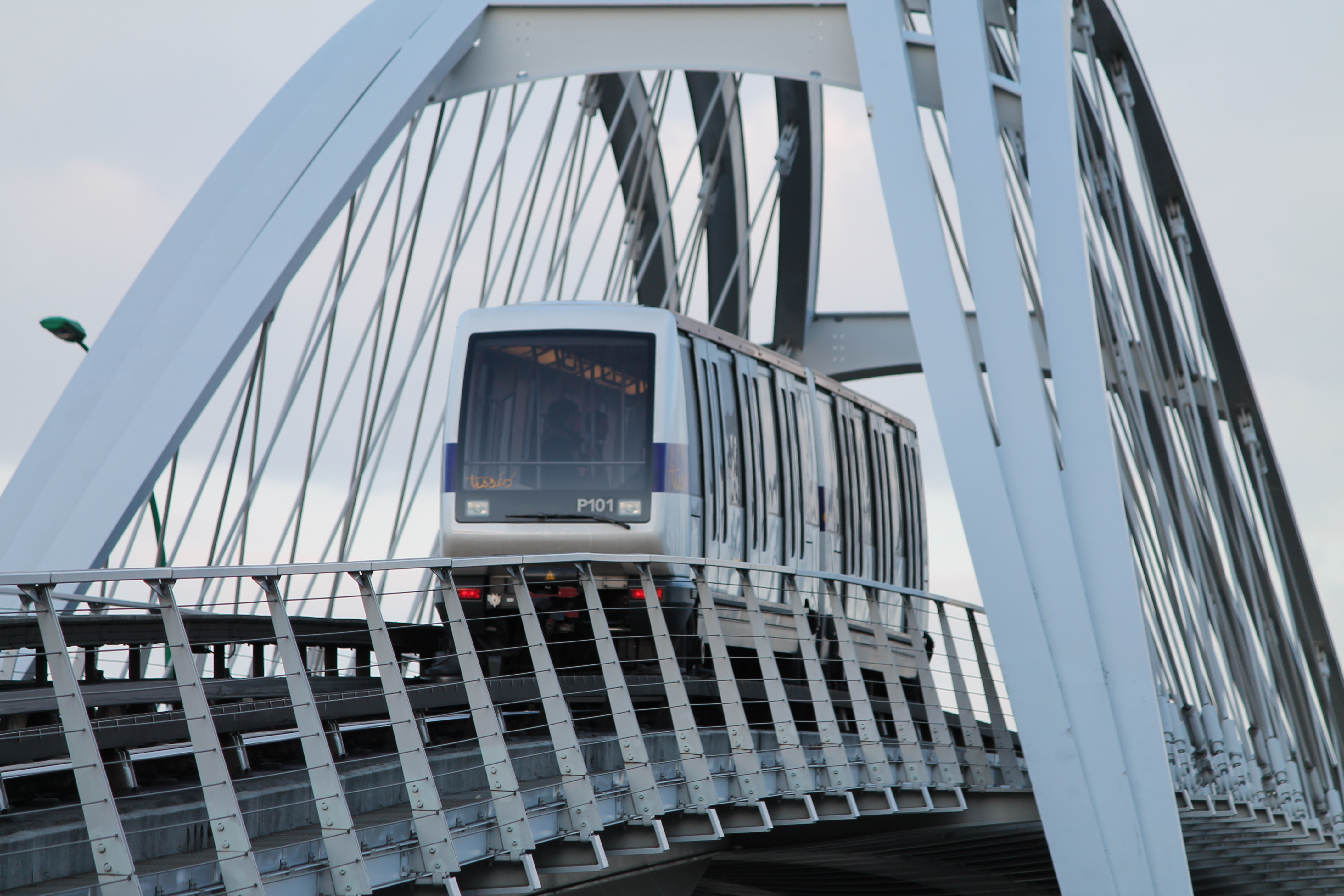
图卢兹地铁

### 公路
图卢兹是法国的一个公路交通枢纽，法国国家A61、A62、A64、A68在图卢兹附近交汇，图卢兹绕城高速公路则疏导了大量的过境车流。此外法国国道N124线、N126线、N224线和多条上加龙省省道在图卢兹境内交汇。
图卢兹汽车站位于图卢兹市区，紧邻图卢兹马塔比欧火车站，该站主要停靠奥克西塔尼综合线路网下属的各条班车线路，可前往周边大部分市镇。此外多个国际性的巴士公司开行途径图卢兹的长途客运汽车，可直达或通过联程中转前往法国及西欧主要城市。
2015年，62.2%的图卢兹家庭拥有至少一辆的私人汽车。2016年，图卢兹境内共发生各类交通事故519起，造成8人遇难，623人受伤。

### 铁路
图卢兹是法国西南部主要的铁路枢纽之一，波尔多－塞特铁路、布里夫－图卢兹铁路、图卢兹－欧什铁路等在此交汇，规划中的波尔多－图卢兹高速铁路将使得巴黎至图卢兹之间的旅行时间缩短至三小时以内。图卢兹马塔比欧站位于图卢兹市区东北部，是法国西南部最大的铁路客运车站之一，该站每天开行前往巴黎和里昂两城的TGV列车，夏季则开行直达巴塞罗那的AVE列车，此外还开行直达巴黎、马赛、波尔多和巴约讷的城际列车。图卢兹马塔比欧站也是这一地区通勤列车的始发站，每天开行前往佩皮尼昂、尼姆、马扎梅、罗德兹、菲雅克、阿让、欧什、塔布及拉图尔德卡罗勒方向的区域列车。2018年，图卢兹马塔比欧站累计发送旅客数量871.2万人次，是法国铁路系统当中的a级车站。
图卢兹境内还有多个铁路乘降所，其中圣西普里安-斗兽场站和图卢兹圣阿涅站可接驳图卢兹地铁，是重要的区域性铁路车站。

### 航空
图卢兹-布拉尼亚克机场位于图卢兹市区西北部，是法国本土的第六大机场，每天开行前往欧洲及北非主要城市的航线，并计划于2020年中期开行直达蒙特利尔的航线。

### 城市公共交通
图卢兹城市公共交通（商业名称为）由当地政府直管，截至2020年3月，其线路网共包含2条地铁线路、2条有轨电车和160条公交线路，路网覆盖了整个图卢兹都会区。
图卢兹地铁建成于1993年，使用VAL全自动列车，包括2条线路，路网呈“X”字形，交汇点位于市中心的让·饶勒斯广场附近。
现代图卢兹有轨电车建成于2010年，连接市区和机场及市区西北部的工业区。

## 政治

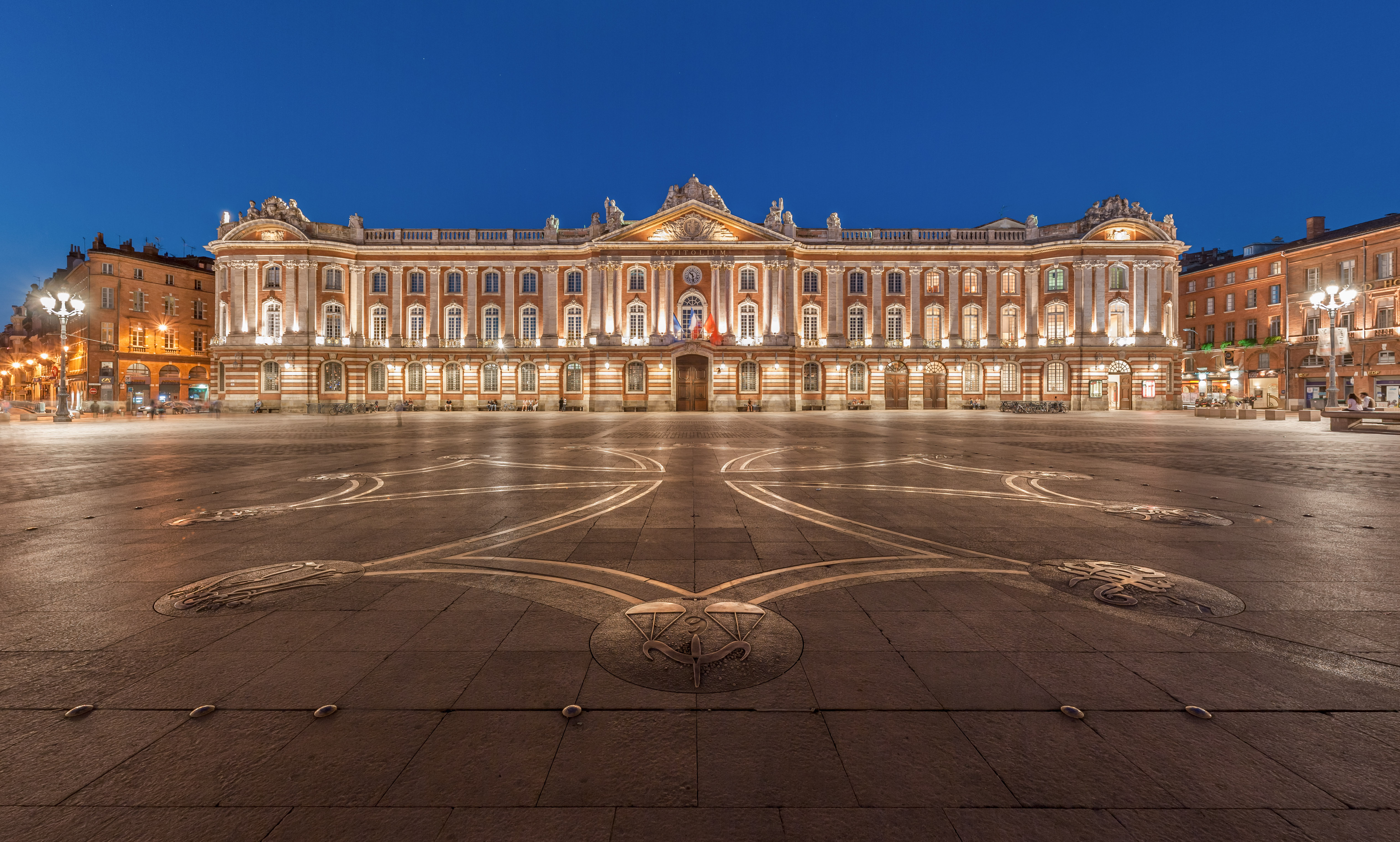
图卢兹市政厅，原为卡皮托勒宫

图卢兹的现任市长为让-吕克·穆当克先生，为共和党的一名成员，他在2014年的市政选举中获得了52.06%的支持率，在2020年的市政选举中则获得51.87%的支持率。
在2017年的法国总统大选中，法国第25任总统埃马纽埃尔·马克龙在图卢兹获得了82.98%的支持率。
| 图卢兹历届市长 |                      |                                                  |
| 任期           | 市长                 | 党派                                             |
| 1944年－1958年 | 雷蒙·巴迪乌          | SFIO工人国际法国支部                             |
| 1958年－1971年 | 路易·巴泽克          | SFIO工人国际法国支部                             |
| 1971年－1983年 | 皮埃尔·博迪          | CD法国民主中心 →UDF法国民主联盟 →CDS社会民主中心 |
| 1983年－2001年 | 多米尼克·博迪        | UDF法国民主联盟 →CDS社会民主中心                 |
| 2001年－2004年 | 菲利普·杜斯特·布拉齐 | UDF法国民主联盟 →UMP人民运动联盟                 |
| 2004年－2008年 | 让-吕克·穆当克       | UMP人民运动联盟                                  |
| 2008年－2014年 | 皮埃尔·科昂          | PS社会党                                         |
| 2014年－       | 让-吕克·穆当克       | UMP人民运动联盟 LR共和黨                         |

## 人口
2017年，图卢兹市镇人口数量为479,553，在法国排名第4位，仅次于巴黎、马赛和里昂。其中男性229,949人，女性245,489人，75岁及以上人口占5.6%，外籍人口数量为51,269人，人口密度为4,054人/平方公里，当地居民被称为（男性）或（女性）。2018年，图卢兹境内出生6,818人，死亡人口2,791人。
| 年份   | 1936    | 1946    | 1954    | 1962    | 1968    | 1975    | 1982    | 1990    | 1999    | 2006    | 2011    | 2016    | 2017    |
| ------ | ------- | ------- | ------- | ------- | ------- | ------- | ------- | ------- | ------- | ------- | ------- | ------- | ------- |
| 人口數 | 213 220 | 264 411 | 268 863 | 323 724 | 370 796 | 373 796 | 347 995 | 358 688 | 390 350 | 437 715 | 447 340 | 475 438 | 479 553 |

## 经济

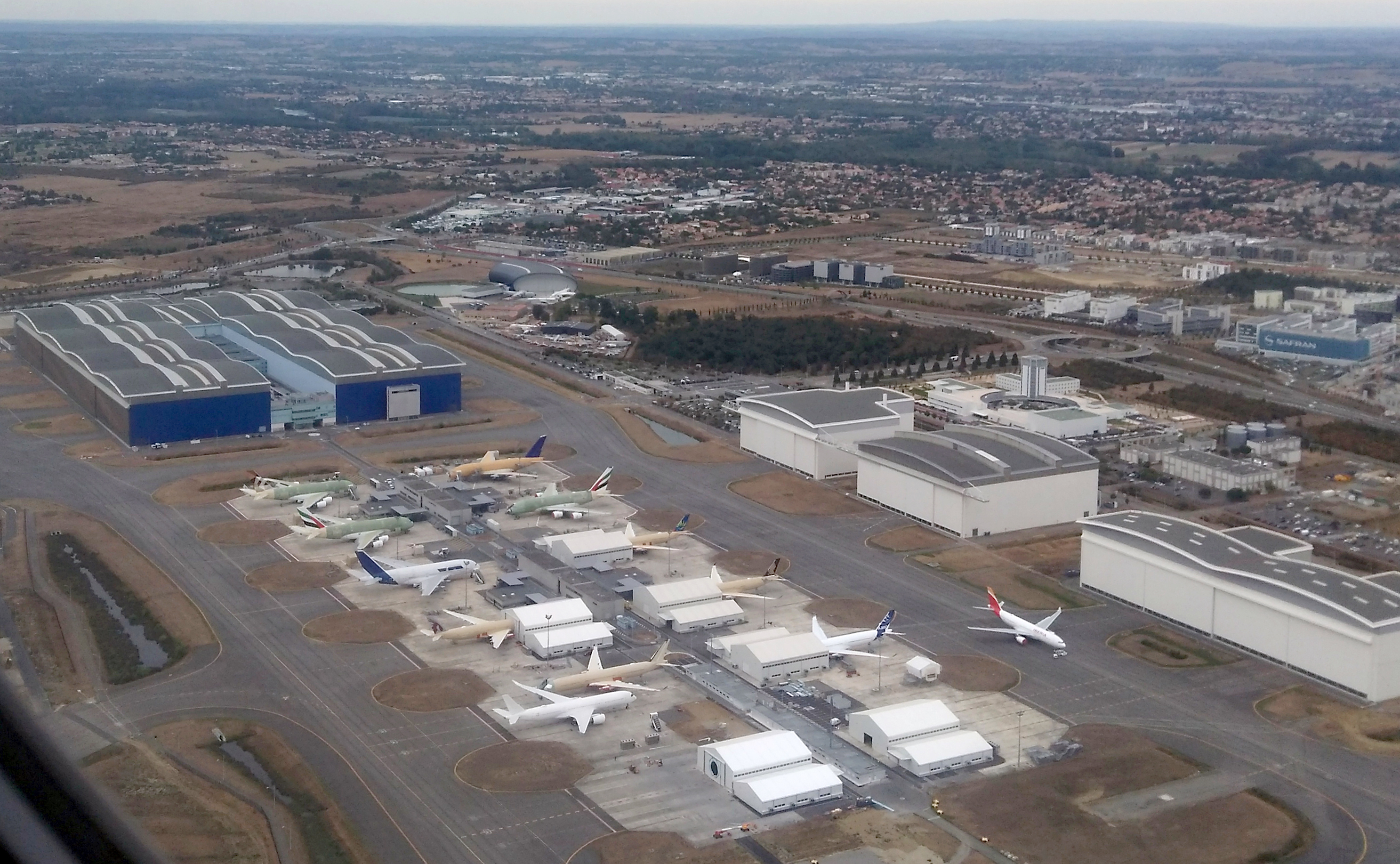
空中客车组装基地

图卢兹是法国第四大城市，是一个综合性的工商业城市，以航天工业而著名，是空中巴士公司、空中客车、ATR、Spot Image、拉泰科埃尔等数家航空企业或部门的总部所在地。此外图卢兹也是法国重要的科教城市和大学城，法国国家气象研究中心、法国洪涝灾害预防中心和欧洲科学计算中心位于境内，IBM也在图卢兹设有研发基地，图卢兹大学建立于1229年，是法国历史最悠久的高等学府。图卢兹也因其历史文化而成为重要的旅游城市。2010年，图卢兹被法国《巴黎快报》报评为“法国最具活力城市”。

## 财政收入
2018年，图卢兹的财政收入总额为609,040,000欧元，财政支出总额为566,964,000欧元，当年的债务总额为141,770,000欧元。
2014年，图卢兹的人均收入总额为2,033欧元，其中高职人员为2,469欧元，普通职员为1,843欧元。
2016年，图卢兹境内的青壮年（15至64岁）失业率为17.7%，当地24,045个家庭拥有纳税资格。

## 社会事务

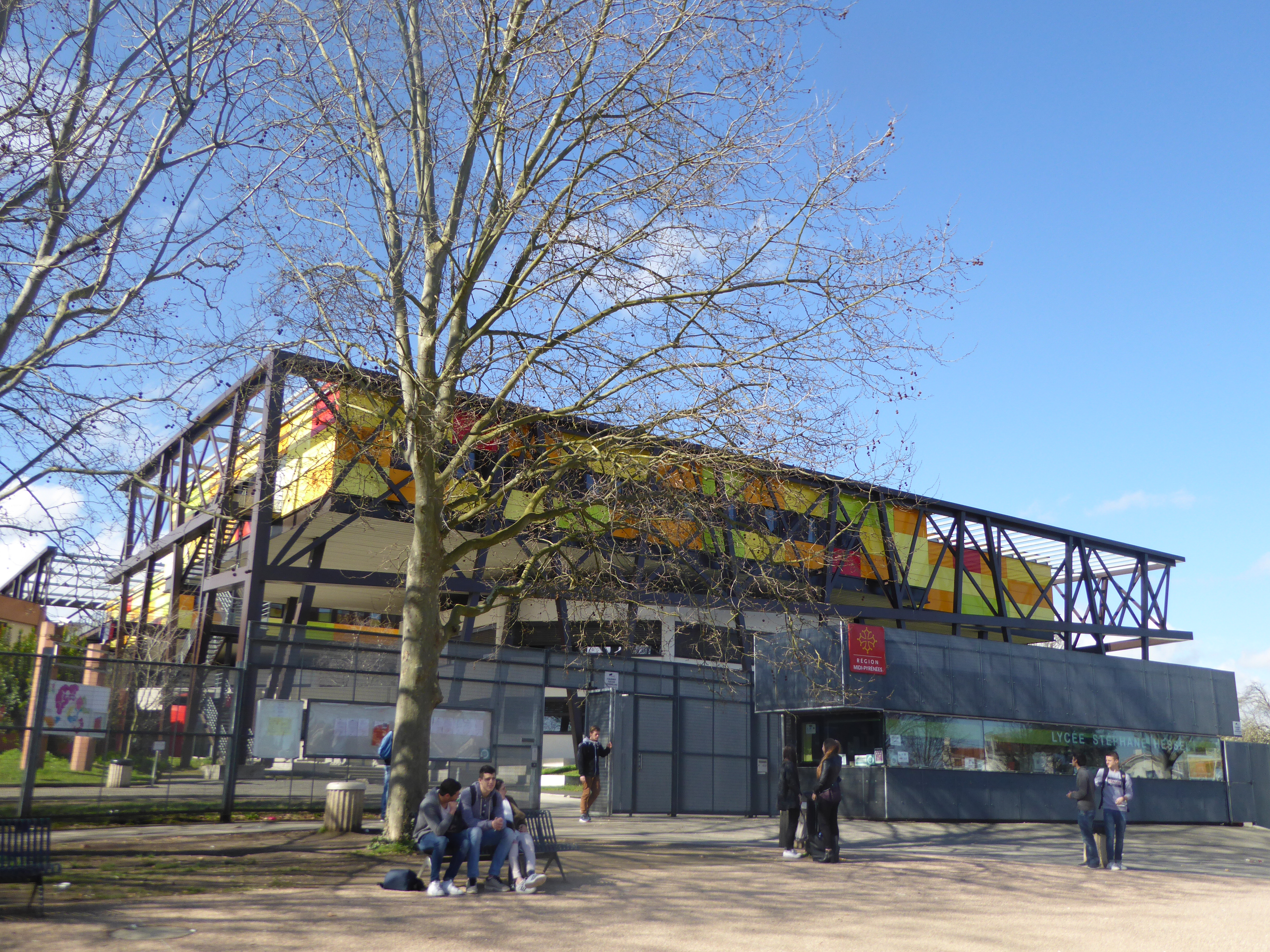
斯特凡·埃塞尔高级中学

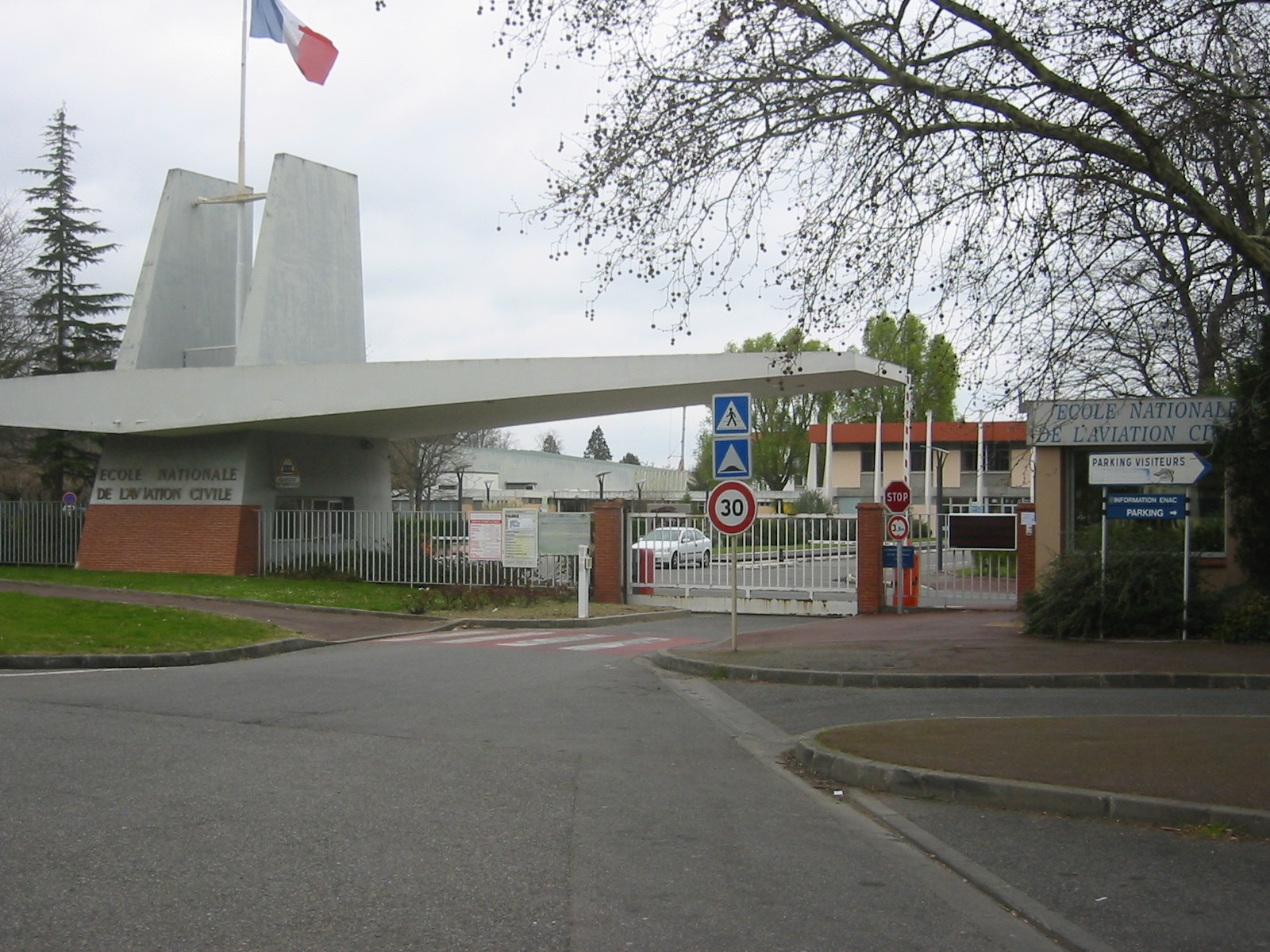
国立民用航空学院

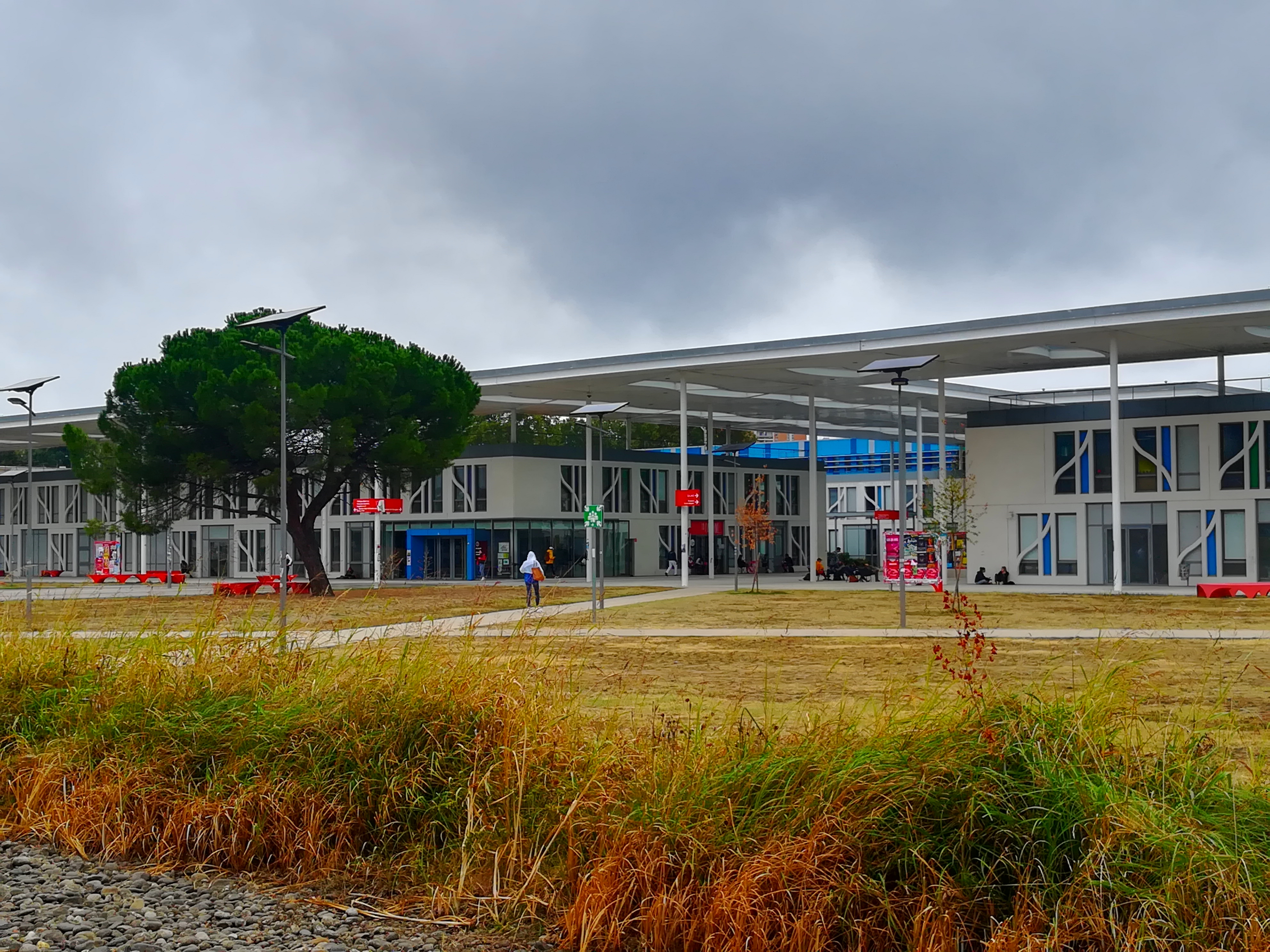
图卢兹第二大学

### 教育
图卢兹是图卢兹学区的驻地。截止2018年1月1日，图卢兹境内共有97所幼儿园、128所小学、39所初级中学、26所普通高中和25所职业高中，部分高中开设大学校预科班。2018至2019学年度，图卢兹境内共有学生39063名。
在高等教育方面，图卢兹是法国重要的大学城，被《学生》杂志评为“2019至2020年度法国最适合读大学的城市”，境内有图卢兹第一大学、图卢兹第二大学和图卢兹第三大学三所法国公立综合性大学，同时拥有数十家独立的高等教育机构。
| 图卢兹主要高等学府                                 | 图卢兹主要高等学府 | 图卢兹主要高等学府 | 图卢兹主要高等学府 | 图卢兹主要高等学府 |
| 中文名称                                           | 法语名称或缩写     | 类别               | 成立年代           | 备注               |
| -------------------------------------------------- | ------------------ | ------------------ | ------------------ | ------------------ |
| 图卢兹第一大学                                     |                    | 综合公立大学       | 1969               | [ 11 ]             |
| 图卢兹第二大学                                     |                    | 综合公立大学       | 1969               | [ 11 ]             |
| 图卢兹第三大学                                     |                    | 综合公立大学       | 1969               | [ 11 ]             |
| 图卢兹天主教大学                                   |                    | 综合私立大学       | 1876               |                    |
| 国立图卢兹应用科学学院                             |                    | 工程师学校、大学校 | 1963               |                    |
| 图卢兹国立理工学院                                 |                    | 工程师学校、大学校 | 1969               |                    |
| 法国高等航空航天学院                               |                    | 工程师学校、大学校 | 2007               |                    |
| 国立高等电力技术、电子学、计算机、水力学与电信学校 |                    | 工程师学校、大学校 | 1907               |                    |
| 法国气象学校                                       |                    | 工程师学校、大学校 | 1948               |                    |
| 国立民用航空学院                                   |                    | 工程师学校、大学校 | 1949               | [ 史 18 ]          |
| 高等科学技术学院 （图卢兹校区）                    |                    | 工程师学校、大学校 | 1963               |                    |
| 国立高等理化艺术工程师学校                         |                    | 工程师学校、大学校 | 2001               |                    |
| 国立高等图卢兹农业学校                             |                    | 工程师学校、大学校 | 1909               | [ 地 9 ]           |
| 国立高等农业教育培训学校                           |                    | 大学校             | 1963               |                    |
| 图卢兹政治学院                                     |                    | 大学校             | 1948               |                    |
| 国立高等图卢兹建筑学校                             |                    | 大学校             | 1969               |                    |
| 图卢兹商业学校                                     |                    | 商学院             | 1903               |                    |
| 图卢兹经济学校                                     |                    | 商学院             | 2007               | [ 文 1 ]           |
| 国立高等视听学校                                   |                    | 学院               | 1978               | [ 文 2 ]           |

### 医疗

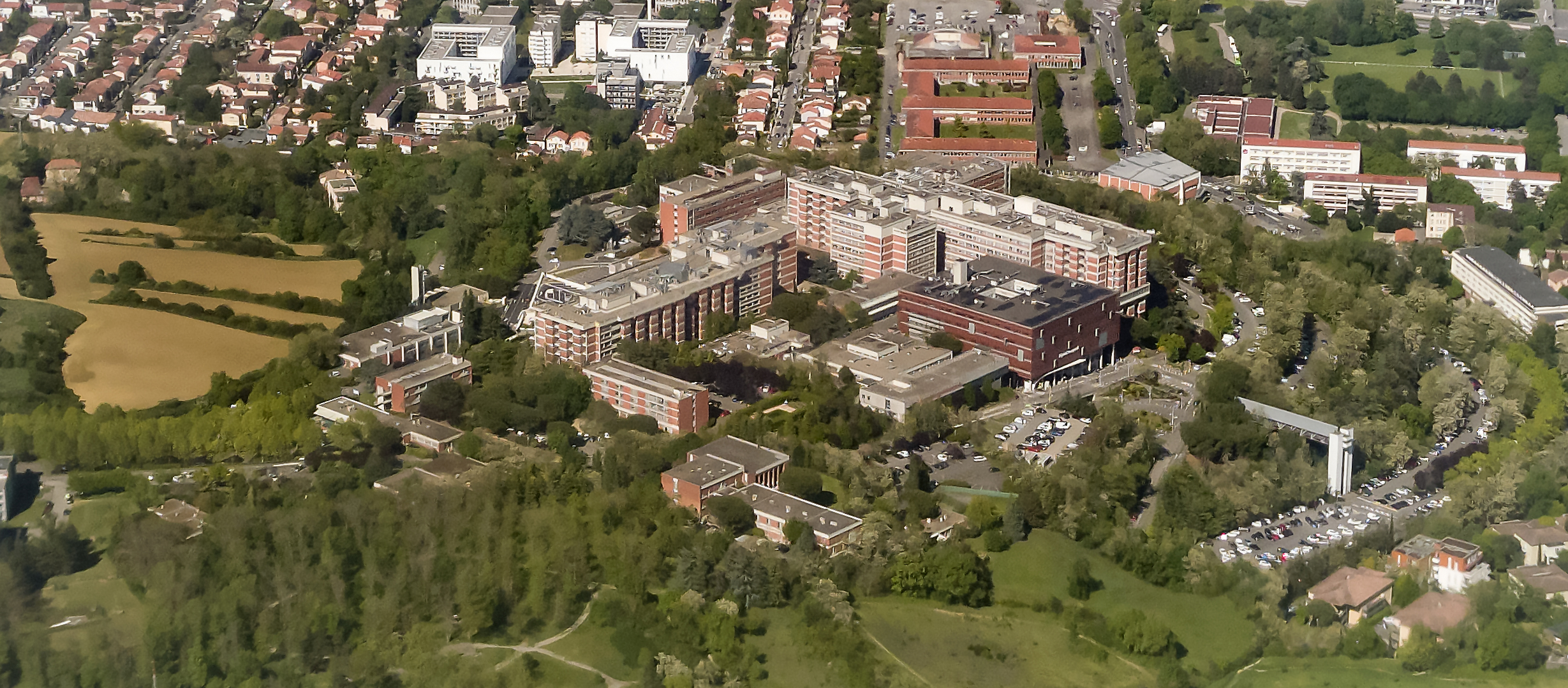
鸟瞰图卢兹大学中心医院

图卢兹是法国西南部重要的医疗中心，图卢兹祷告院建于1685年，是这一地区最早的医疗机构。截止2017年1月1日，图卢兹境内共有全科医生542名、保健师694名、牙医437名、护士707名、耳科医生36名、眼科医生55名、皮肤科医生78名、助产士50名、儿科医生53名和妇科医生106名。境内共有药房180家，养老院47家，残疾人帮扶中心24家。
图卢兹大学中心医院是法国的一个公共医疗集团，也是一个大学教学医院，总部位于图卢兹市区，共有3,900名医生和超过1.1万名工作人员，是当地规模最大的公立综合性医院，该医院在图卢兹市区内设有四个主病区：
- 皮尔庞医院（法语：Hôpital de Purpan），下辖四个分院
- 朗格伊医院（法语：Hôpital Rangueil）
- 拉雷医院（法语：Hôpital Larrey）
- 拉格拉沃医院（法语：Hôpital de La Grave）

此外，图卢兹境内还有多家私立医疗机构，其中规模最大的是约瑟夫-迪宽医院，该院建于1944年，于1976年被纳入法国公共医疗保障系统。瑞典Capio医疗集团也在图卢兹境内设有医疗机构，其建立的南部十字架医院（Clinique de la Croix du Sud）于2018年建成并向公众开放。
由法国国家科学研究中心和图卢兹第一大学合建的图卢兹生物与药学研究院建成于1996年，位于市区南部，是法国重要的肿瘤医学研究中心，其下属的图卢兹癌症攻克科学园于2009年建成，接纳了多个相关医疗企业和机构。

### 住房

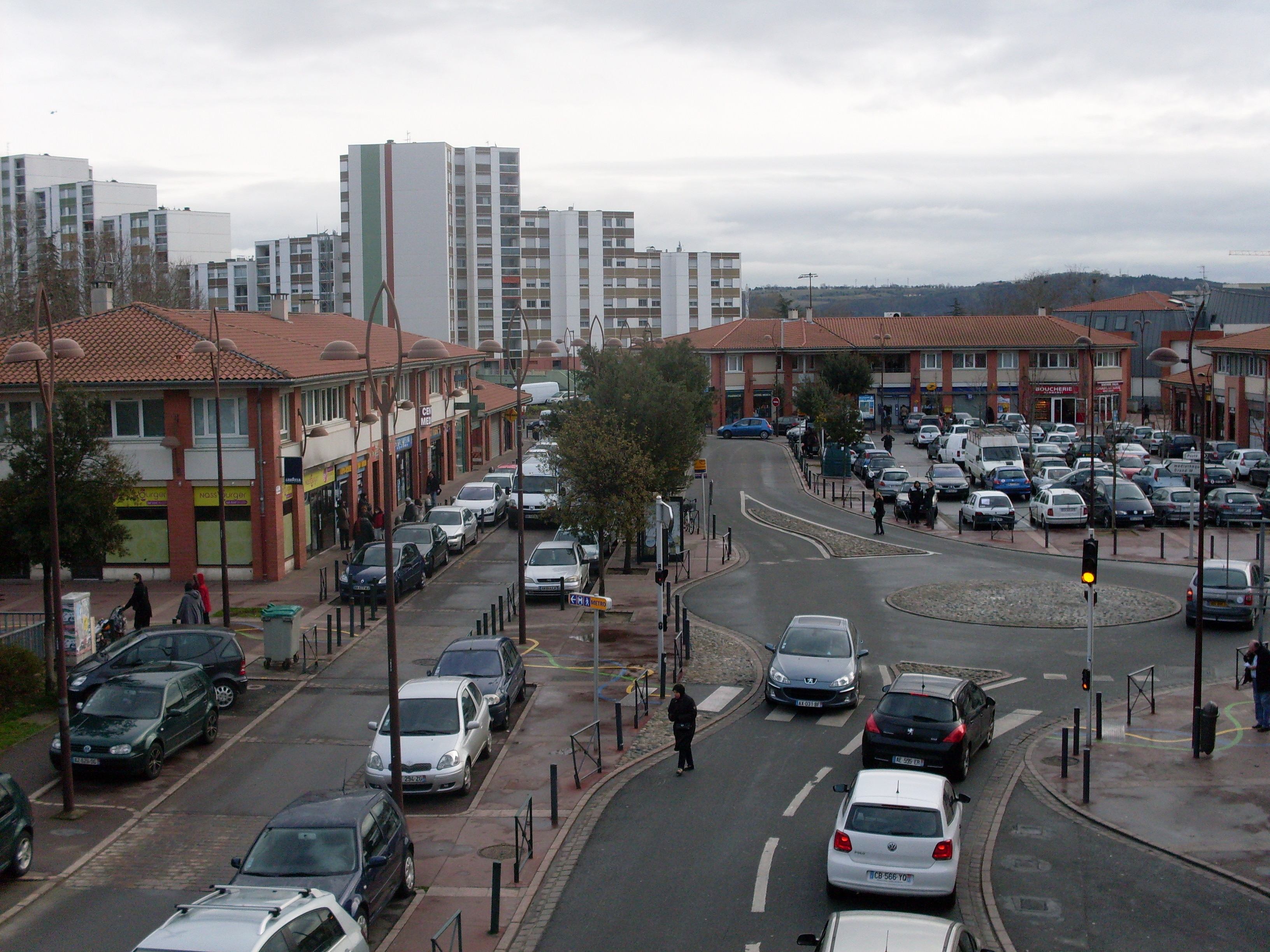
图卢兹米拉伊街区

图卢兹的房屋事物由图卢兹都会区负责管理，其于2017年成立公共建筑办公室（Office public d'habitat，简称“OPH”），负责图卢兹及周边一些市镇的历史建筑保护及修缮工作，同时根据相关法规为困难居民提供保障性住房。
2015年，图卢兹境内共有各类住房283,604套，其中88.8%为常住房屋。图卢兹市区西南部的米拉伊街区是法国规模最大的集中式居民区之一。

### 商业
2017年，图卢兹境内共有各类商铺37,172家，其中餐饮服务类11,503家。市区周边分布有多处大型开放式商业街区，而市中心则有“圣乔治商业中心”。

### 体育

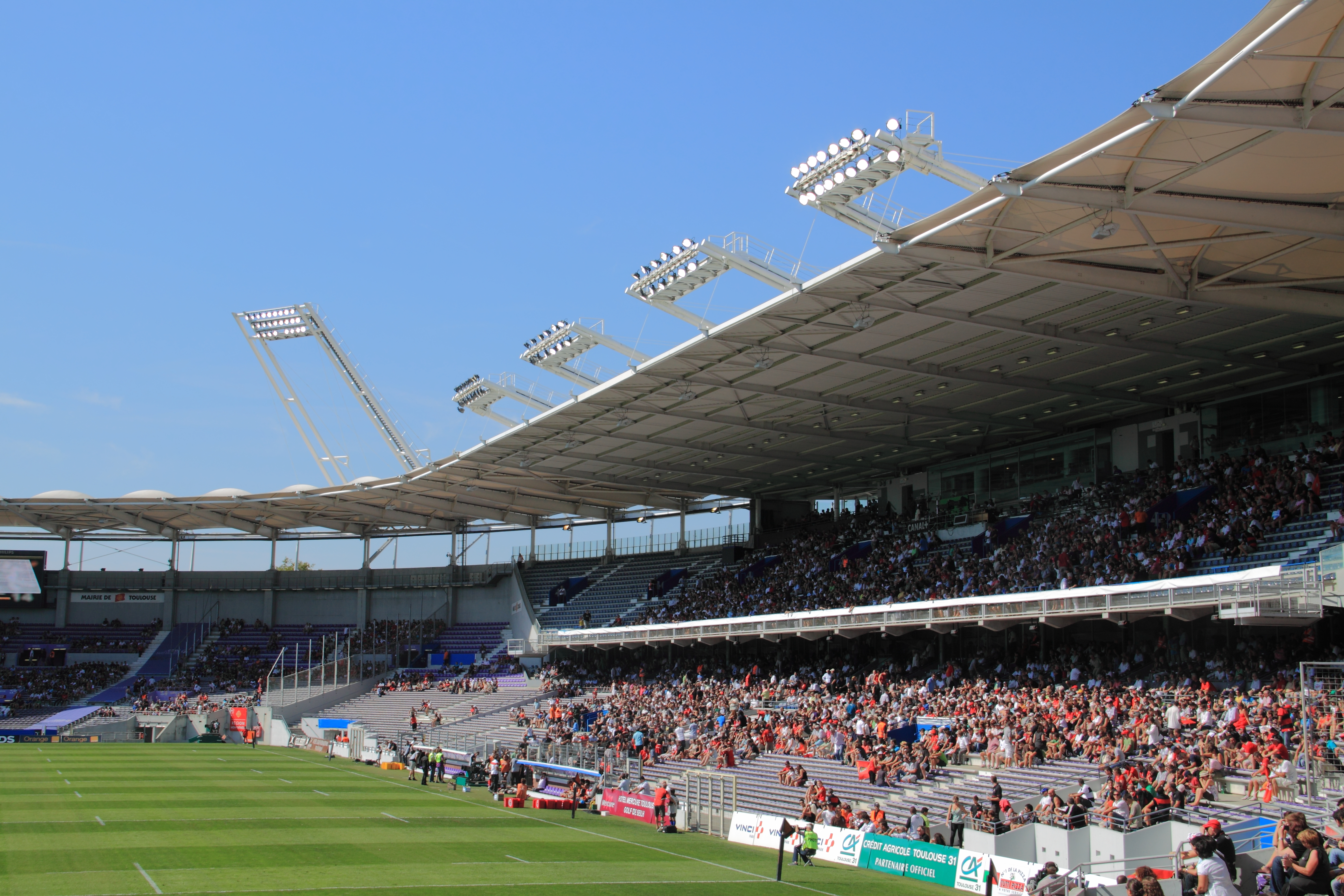
圖盧茲市政球場

2017年，图卢兹境内共有15家游泳池、63间健身房、16座综合体育场、156处网球场、3处马术场、61处足球或橄榄球场、43处篮球或排球场以及3处高尔夫球场。
图卢兹因橄榄球而闻名，图卢兹体育会是当地的一支职业橄榄球俱乐部，成立于1907年，2019至2020赛季参加法国橄榄球甲级联赛，历史上共获得过20次该项目的冠军。图卢兹奥林匹克橄榄球俱乐部则是一支职业联盟式橄榄球俱乐部，成立于1937年，2019至2020赛季参加法国联盟式橄榄球甲级联赛，历史上共获得过6次该项目的冠军。
图卢兹足球俱乐部成立于1937年，曾在1957年荣获法国杯冠军，2019至2020赛季参加法国足球甲级联赛，其主场圖盧茲市政球場位于市区南部，可同时容纳3.3万名观众，是图卢兹境内规模最大的体育设施，曾为1998年世界杯的分赛场之一。

### 环境

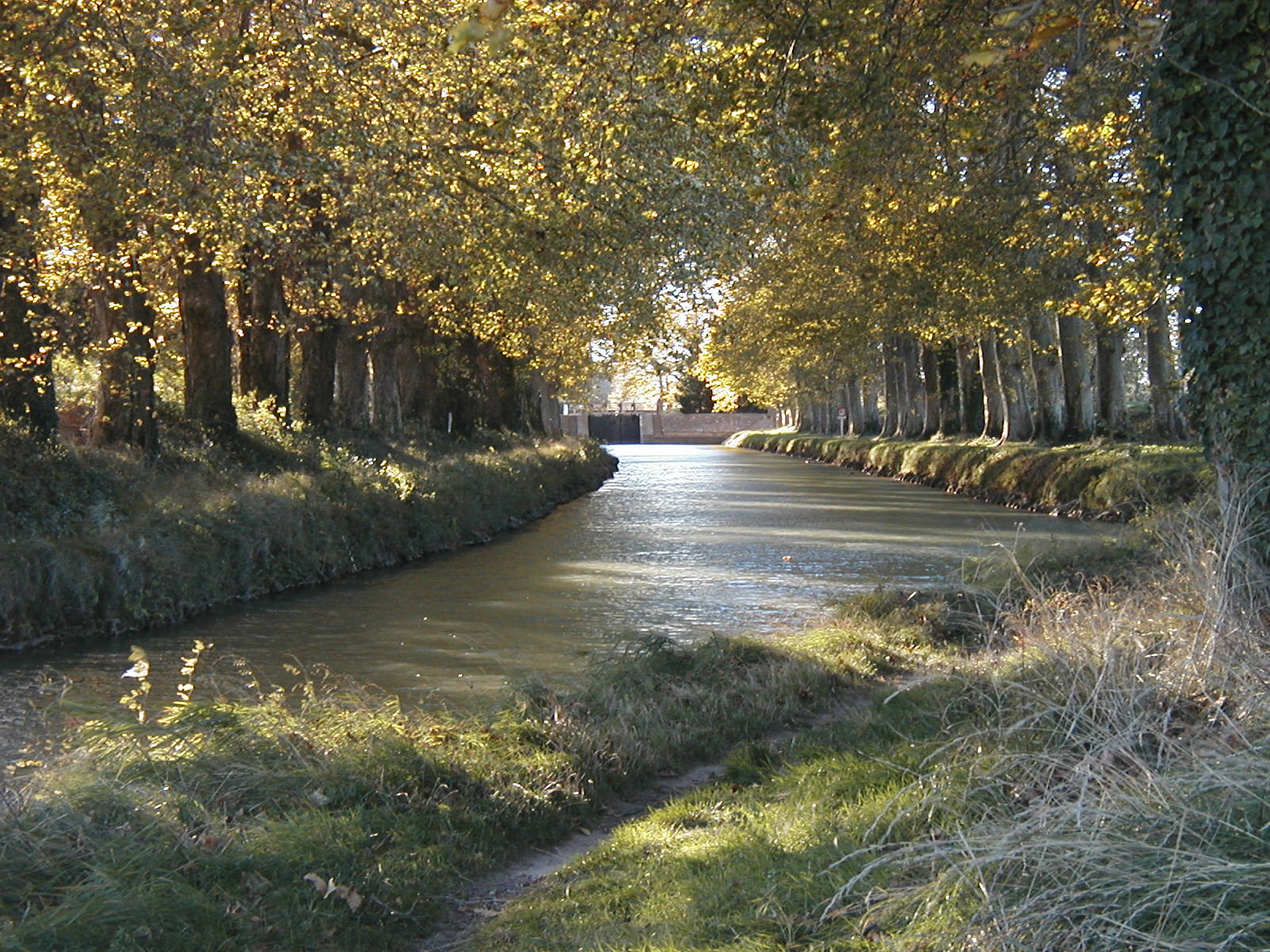
米迪运河周边的绿地

图卢兹的环境事务由其所属的公共社区负责。2017年，图卢兹境内共有38家污染企业。同年的一氧化碳浓度平均值为450µg/m³、二氧化氮浓度平均值为37µg/m³、臭氧浓度平均值为55.7µg/m³，二氧化硫浓度平均值为0.4µg/m³、颗粒物平均值为22µg/m³。
2001年9月21日，图卢兹发生AZF化工厂爆炸事件，造成30人遇难，成为现代法国最严重的安全生产事故和环境污染事件。

### 治安
图卢兹境内共有9个派出所，市区周边则分布有多个国家宪兵队。上加龙省消防总站位于图卢兹境内，负责协调全省的消防安全。
2014年，图卢兹及附近地区共发生各类案件51,485起，其中盗窃类案件34,280起，经济类案件4,329起，毒品交易类案件2,379起。

## 文化

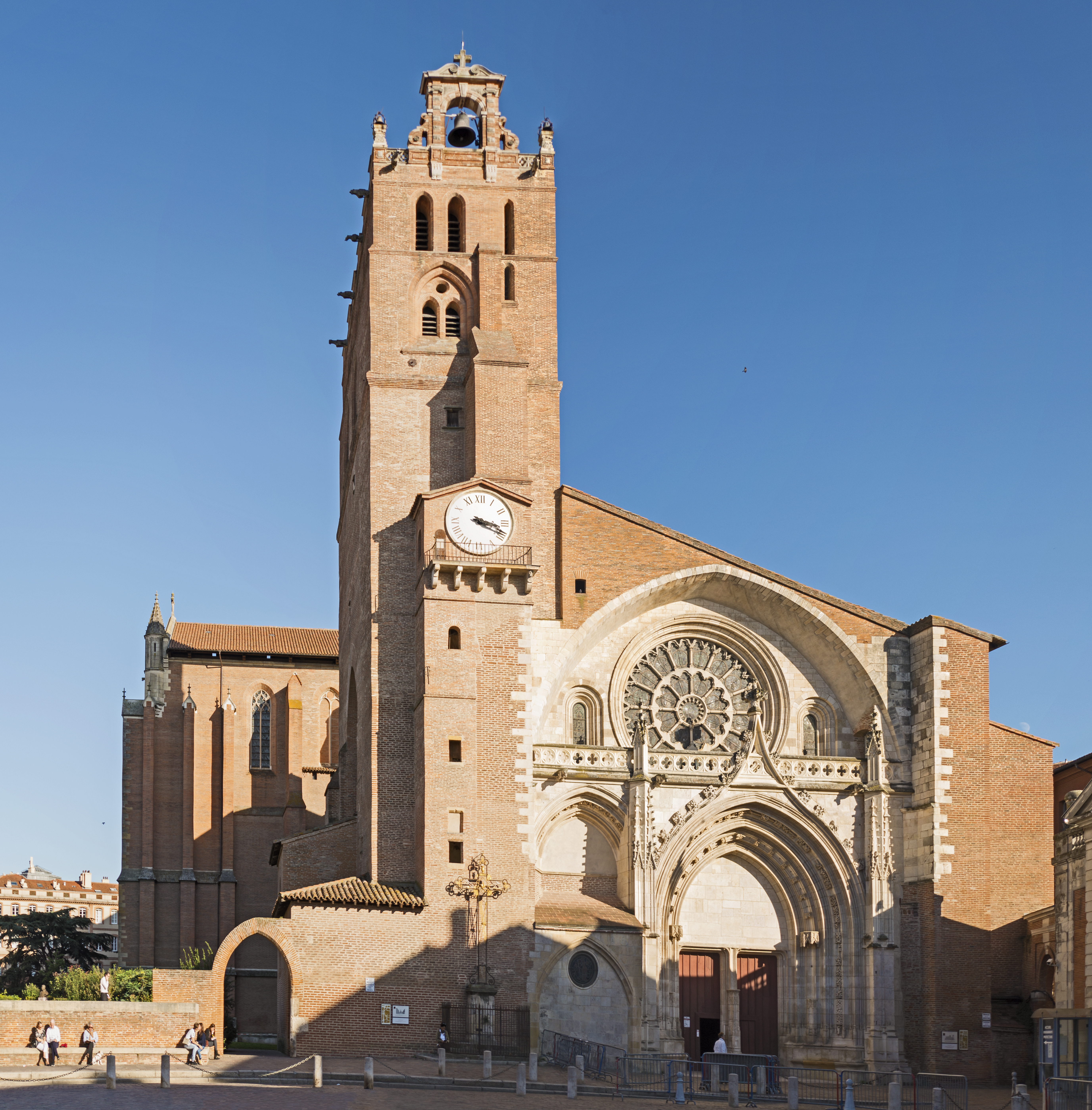
图卢兹圣斯德望主教座堂

2017年，图卢兹境内共有10个剧场、6个电影院、8个博物馆和1个音乐厅。

### 旅游
图卢兹是法国西南部重要的旅游城市，被《米其林旅游杂志》评为“三星级推荐”。2018年，图卢兹境内共有102个宾馆共计5,530间房间，另有2个露营地，可容纳共267辆露营车。

### 建筑
图卢兹是法国艺术与历史之城，因其境内建筑普遍呈暗红色而被称为“玫瑰色之城”（Ville rose）。图卢兹境内共有205处国家文物保护单位，其中圣塞宁圣殿、图卢兹圣母大教堂和雅各賓教堂是法国首批历史保护建筑。此外图卢兹境内亦有大批现代建筑，与航空相关的空客博物馆自2015年起向公众开放。

### 宗教
图卢兹下属同名主教区，境内共有16个堂区，其主教座堂为图卢兹圣斯德望主教座堂，后者于1862年被列入文物保护单位。
图卢兹也是重要的穆斯林聚集区，境内共有10处清真寺，其中图卢兹大清真寺位于市区南部，建成于2018年，是当地规模最大的穆斯林祷告场所。

### 媒体
法国主要的媒体均可在图卢兹接收，法国电视三台下属的奥克西塔尼大区频道在部分时段播出图卢兹所属区域的地方新闻。图卢兹电视台成立于2017年，是当地主要的地方性电视媒体，通过光纤向全法国播放。《南部追寻》是法国南部的重要地方性报刊媒体，总部位于图卢兹，在整个法国南部地区内发行。

### 饮食

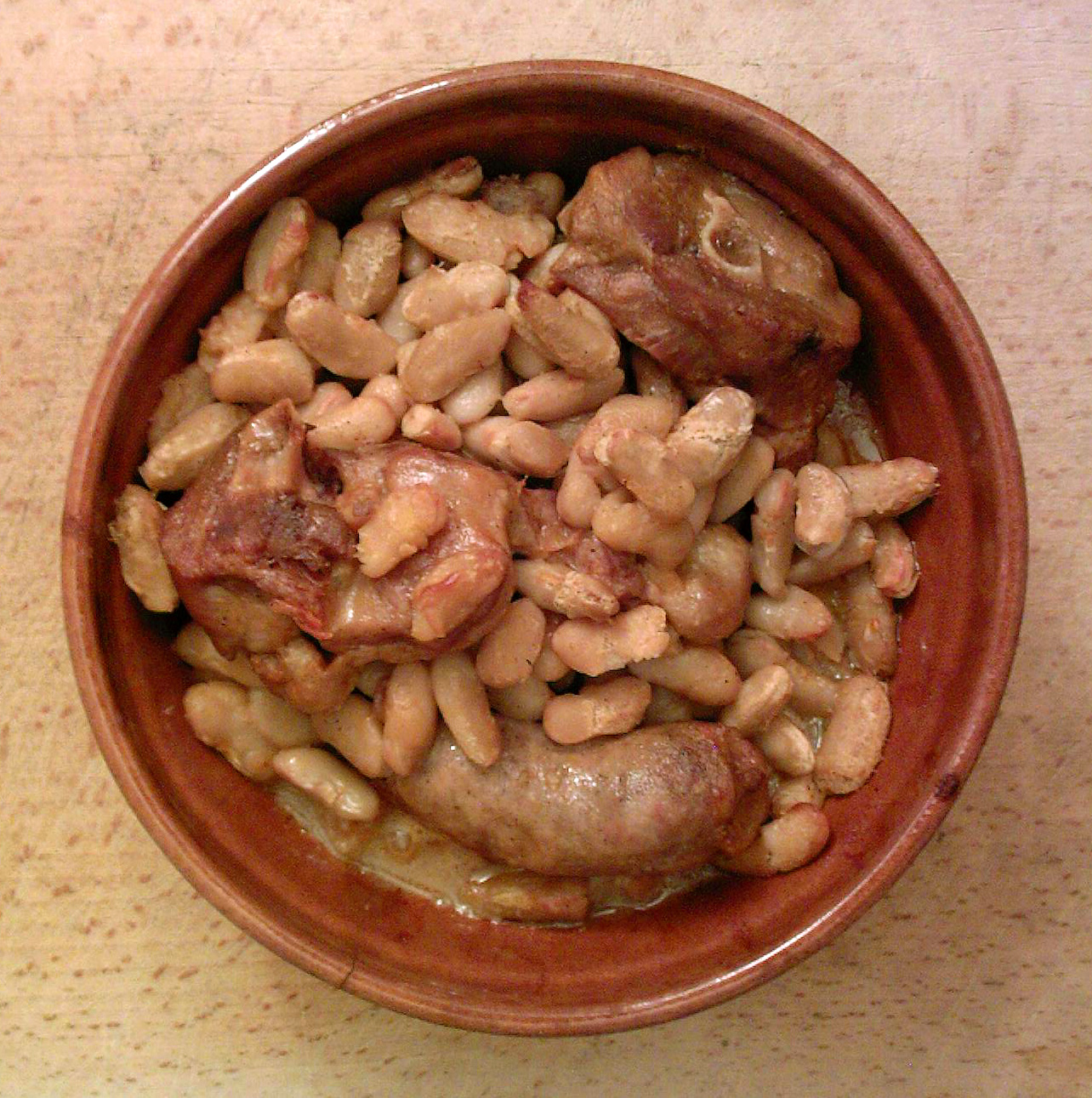
图卢兹卡酥来砂锅

图卢兹的常见饮食与法国大部分地区相似，图卢兹卡酥来砂锅和卡舒拉若尼糖为当地的代表性食物。截至2020年4月，图卢兹境内共有27家餐厅被列入《米其林星级餐厅名单》。

### 语言
图卢兹所处的法国南部地区历史上曾通用奥克语。自19世纪后，奥克语已逐渐被现代法语代替，但在图卢兹地区，当地居民普遍带有较为明显的口音。为了保护奥克语及其文化，图卢兹政府出台了一系列政策，包括在多个中小学开行奥克语班、设立语言研究机构、设立双语标志牌等，同时自2011年起，图卢兹地铁开始使用法语/奥克语双语语音报站。

## 对外交流
截至2020年3月，图卢兹共与6座城市互为姐妹城市，同时与6座城市有合作交流关系

### 姐妹城市
| - 以色列特拉維夫 - 中国重庆 - 美国亞特蘭大 | - 乌克兰基輔 - 義大利博洛尼亞 - 西班牙埃爾切 |

### 合作交流城市
| - 德国杜塞尔多夫 - 越南河内 - 恩贾梅纳 | - 塞内加尔圣路易 - 巴勒斯坦拉姆安拉 - 西班牙萨拉戈萨 |

### 领事馆
截至2024年9月，共有32个国家在图卢兹设有领事馆

| - 阿尔及利亚驻图卢兹领事馆 - 德国驻图卢兹领事馆 - 奥地利驻图卢兹领事馆 - 比利时驻图卢兹领事馆 - 巴西驻图卢兹领事馆 - 加拿大驻图卢兹领事馆 - 驻图卢兹领事馆 - 丹麦驻图卢兹领事馆 - 西班牙驻图卢兹领事馆 - 爱沙尼亚驻图卢兹领事馆 - 美国驻图卢兹领事馆 | - 芬兰驻图卢兹领事馆 - 義大利驻图卢兹领事馆 - 立陶宛驻图卢兹领事馆 - 驻图卢兹领事馆 - 馬爾他驻图卢兹领事馆 - 摩洛哥驻图卢兹领事馆 - 墨西哥驻图卢兹领事馆 - 摩尔多瓦驻图卢兹领事馆 - 尼泊尔驻图卢兹领事馆 - 尼加拉瓜驻图卢兹领事馆 | - 挪威驻图卢兹领事馆 - 荷蘭驻图卢兹领事馆 - 秘魯驻图卢兹领事馆 - 波蘭驻图卢兹领事馆 - 葡萄牙驻图卢兹领事馆 - 斯洛維尼亞驻图卢兹领事馆 - 瑞典驻图卢兹领事馆 - 瑞士驻图卢兹领事馆 - 驻图卢兹领事馆 - 突尼西亞驻图卢兹领事馆 - 乌拉圭驻图卢兹领事馆 |